# Угут (Омская область)
Угут — деревня в Усть-Ишимском районе Омской области. Входит в состав Кайлинского сельского поселения.

## История
В 1926 года состояла из 46 хозяйств, основное население — русские. В составе Кайлинского сельсовета Усть-Ишимского района Тарского округа Сибирского края.

## Население
| 1926 | 2010 |
| ---- | ---- |
| 206  | ↘24  |